# Instint perillós
Instint perillós (títol original en anglès, Dangerous) és una pel·lícula thriller del 2021 dirigida per David Hackl i protagonitzada per Scott Eastwood, Tyrese Gibson, Famke Janssen, Kevin Durand i Mel Gibson. S'ha doblat i subtitulat al català.

## Sinopsi
Després de la mort del seu germà, un sociòpata que s'està curant s'instal·la en una illa allunyada. Tot seguit uns mercenaris vindran a assetjar l'illa, i ells són els responsables de la mort del seu germà. L'home haurà d'optar per una venjança implacable.

## Repartiment
- Scott Eastwood[7] com Dylan “D” Forrester[8]
- Tyrese Gibson[7] com Sheriff McCoy
- Famke Janssen[7] com Agente Shaughessy
- Kevin Durand[7] com Cole
- Mel Gibson[7] com Dr. Alderwood
- Brendan Fletcher[9] como Massey
- Ryan Robbins[9] com Felix
- Brenda Bazinet[9] com Linda Forrester
- Leanne Lapp[9] com Susan Forrester
- Chad Rook[9] com Blanchard
- Brock Morgan[9] com Pike
- Destiny Millns[9] com Jo
- Atlee Smallman[9] com Freddie Forrester
- Jayce Barreiro[9] com Sniper